# Hellmann (Familienname)
Hellmann ist ein deutscher Familienname.

## Namensträger
- Adolf Müller-Hellmann (* 1944), deutscher Ingenieur und Hochschullehrer
- Alois Philipp Hellmann (1841–1903), österreichischer Apotheker und Journalist
- Andreas Hellmann (Ärztefunktionär) (* 1952), deutscher Arzt und Ärztefunktionär
- Andreas Hellmann (Politiker), deutscher Politiker (FDP)
- Angelika Hellmann (* 1954), deutsche Turnerin
- August Hellmann (1870–1939), deutscher Pädagoge und Politiker (SPD)
- Axel Hellmann (* 1971), deutscher Jurist und Sportfunktionär
- Bernhard Hellmann (1912–1990), deutscher Geistlicher
- Christian Hellmann (* 1961), deutscher Journalist
- Christopher Hellmann (* 1992), deutscher Fußballspieler
- Claudia Hellmann (1931–2017), deutsche Opernsängerin
- Daniel Hellmann (* 1985), Schweizer Performance-Künstler
- Diana Beate Hellmann (1957–2019), deutsche Schriftstellerin und Übersetzerin
- Dieter-Heinz Hellmann (* 1942), deutscher Industriemanager und Hochschullehrer
- Diethard Hellmann (1928–1999), deutscher Kirchenmusiker
- Dirk Hellmann (* 1966), deutscher Fußballspieler
- Egon Hellmann (Bankier) (vor 1926–nach 1968), deutscher Privatbankier
- Ellen Hellmann (1908–1982), südafrikanische Soziologin und Antiapartheidsaktivistin
- Ernst Hellmann (Mediziner, 1882) (1882–1971), baltendeutscher Psychiater
- Ernst Hellmann (Mediziner, 1925) (1925–2023), deutscher Tiermediziner und Hochschullehrer
- Felix Hellmann (* 1978), deutscher Schauspieler
- Friedrich Hellmann (Jurist) (1850–1916), deutscher Jurist und Hochschullehrer
- Friedrich W. Hellmann (Friedrich Wilhelm Hellmann; 1933–2023), deutscher Germanist und Romanist
- Fritz Hellmann (Musiker) (1862–1928), deutscher Musiker, Militär-Kapellmeister und Königlich-preußischer Musikdirektor
- Fritz Hellmann (1908–1945), deutscher Klassischer Philologe
- Gunther Hellmann (* 1960), deutscher Politikwissenschaftler
- Gustav Hellmann (1854–1939), deutscher Meteorologe
- Hanna Hellmann (1877–1942), deutsche Literaturwissenschaftlerin
- Hannes Hellmann (* 1954), deutscher Schauspieler und Hörspielsprecher
- Hans von Hellmann (1857–1917), deutscher Politiker, MdR
- Hans Hellmann (Offizier) (1873–1900), deutscher Marineoffizier
- Hans Hellmann (Physiker) (1903–1938), deutscher Physiker und Physikochemiker
- Heinrich Hellmann (Bankier) (1819–1880), deutscher Bankier
- Heinrich Hellmann (Schauspieler) (Pseudonym Heinrich Lang; 1875–1929), österreichischer Schauspieler
- Herbert Hellmann (1920–1990), deutscher Politiker (SPD)
- Horst Hellmann (1929–2010), deutscher Politiker
- Irene Hellmann (1882–1944), österreichische Kunstmäzenin
- Johannes Hellmann (1840–1924), deutscher Jurist und Verwaltungsbeamter
- John C. Hellmann (* 1971), amerikanischer Eisenbahnmanager
- Jonathan Hellmann (1788–1855), deutscher Unternehmer und Politiker
- Jürgen Hellmann (* 1955), deutscher Leichtathlet
- Kai-Uwe Hellmann (* 1962), deutscher Soziologe
- Klaus Hellmann (1919–2001), deutscher Internist und Standespolitiker
- Lieselotte Hellmann, deutsche Leichtathletin
- Manfred Hellmann (Historiker) (1912–1992), deutscher Historiker
- Manfred Hellmann (Grafiker) (1928–1998), deutscher Grafiker
- Manfred Hellmann (Politiker) (* 1948), deutscher Politiker (Die Linke), MdL Thüringen
- Manfred Hellmann (Fußballspieler) (* 1962), deutscher Fußballspieler
- Manfred W. Hellmann (* 1936), deutscher Linguist und Germanist
- Marcel Hellmann (1898–1986), rumänisch-britischer Filmproduzent und Filmkaufmann
- Marie-Christine Hellmann (1950–2017), französische Klassische Archäologin
- Marion Hellmann (* 1967), deutsche Leichtathletin
- Martina Hellmann (Martina Opitz; * 1960), deutsche Leichtathletin
- Max Hellmann (1884–1939), deutscher Rechtsanwalt
- Maximilian Hellmann (1702–1763), österreichischer Musiker und Komponist
- Odair Hellmann (* 1977), brasilianischer Fußballspieler und -trainer
- Oliver Hellmann (* 1965), deutscher Altphilologe
- Oskar Hellmann (1869–1944), schlesischer Verleger und Autor
- Otto Hellmann (Politiker) (1881–1957), deutscher Jurist, Beamter und Politiker (BVP), MdL Bayern
- Otto Hellmann (Musiker) (1884–1968), österreichischer Pianist, Dirigent, Komponist und Dichter
- Patrick Hellmann (1954/55–2024), deutscher Modedesigner und Hotelbesitzer
- Paul Hellmann (1876–1938), österreichischer Unternehmer und Kunstmäzen
- Paul Hellmann (Marineoffizier) (1889–1964), deutscher Marineoffizier
- Paul Hellmann (Journalist) (* 1935), niederländischer Journalist und Autor
- Peter Hellmann (* 1974), deutscher Eishockeytorwart
- Reinhard Hellmann (Ingenieur) (1909–1995), deutsch-amerikanischer Ingenieur
- Reinhard Hellmann (Regisseur) (* 1945), deutscher Schauspieler, Theaterregisseur und Hochschullehrer
- Richard Hellmann (1876–1971), deutsch-US-amerikanischer Unternehmer
- Rick Hellmann (* 1988), deutscher Badmintonspieler
- Roman Hellmann (1921–2012), österreichischer Designer
- Rudolf Hellmann (1926–2005), deutscher Sportfunktionär
- Sebastian Hellmann (* 1967), deutscher Fernsehmoderator
- Siegmund Hellmann (1872–1942), deutscher Historiker
- Tönnies Hellmann (1912–2004), deutscher Schiffszimmermann und Widerstandskämpfer
- Uwe Hellmann (* 1955), deutscher Rechtswissenschaftler und Hochschullehrer
- Willi Hellmann (* 1930), deutscher Generalinspekteur der Volkspolizei in der DDR
- Yvonne Hellmann (* 1975), deutsche Juristin